# Longtown (Herefordshire)
Longtown – wieś w Anglii, w hrabstwie Herefordshire. Leży 22 km na południowy zachód od miasta Hereford i 203 km na zachód od Londynu.